# Mut

Mut.

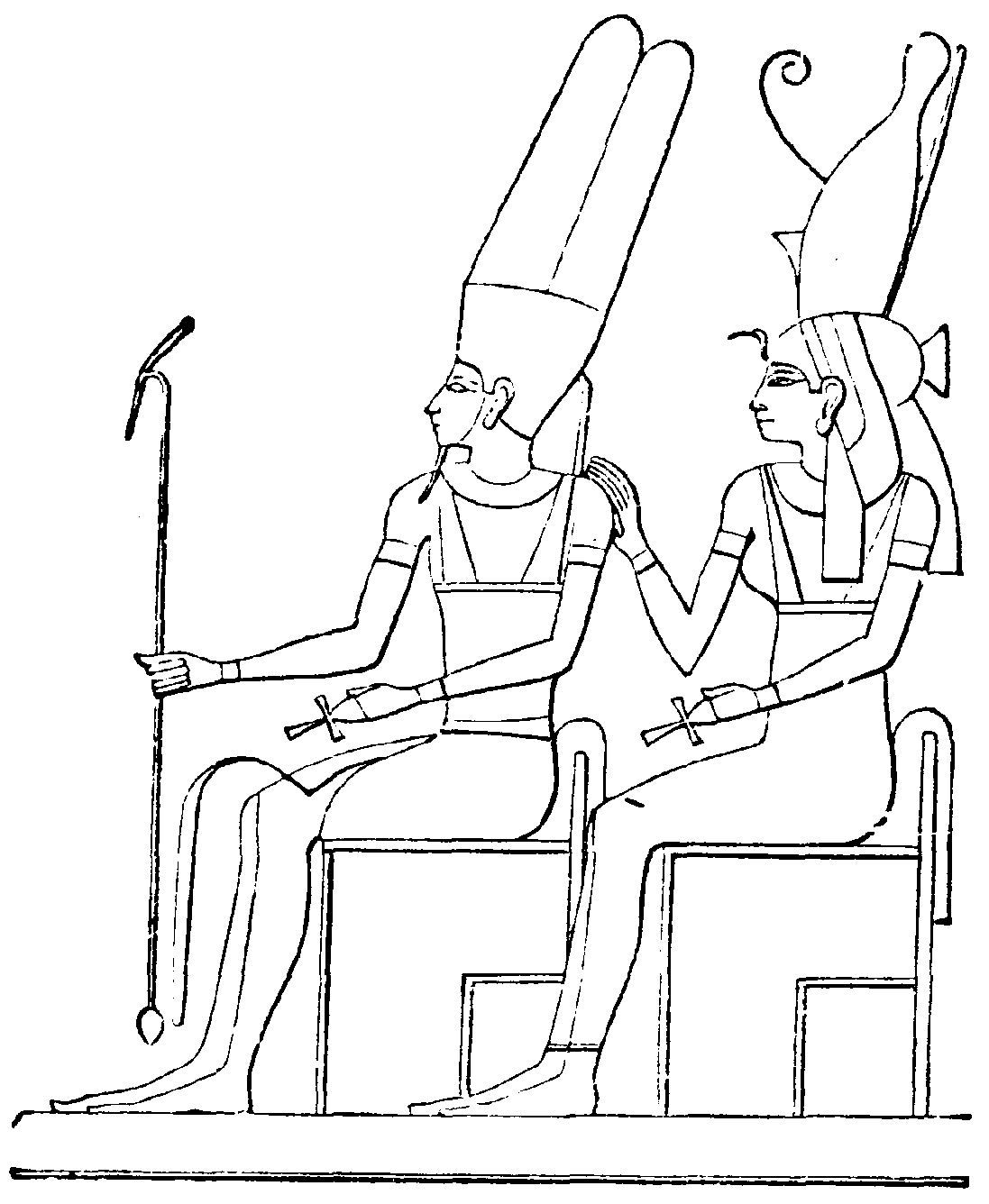
Amón y Mut.

Mut, también conocida como Maut o Mout, y cuyo nombre significa literalmente La madre, fue una diosa madre venerada en el Antiguo Egipto. Se la consideraba el origen de todo lo creado y era diosa del cielo y esposa de Amón en la mitología egipcia. Sus orígenes estaban en la ciudad de Tebas, y su equivalente en la mitología griega era Hera.

## Iconografía
Como diosa madre, era una mujer con la corona doble, un tocado de buitre, cetro de papiro y anj. Como diosa del cielo, un buitre con el nudo mágico en sus garras. También como una vaca, con Amón, como leona y como un ser andrógino con falo, alas y garras de león. 

## Mitología

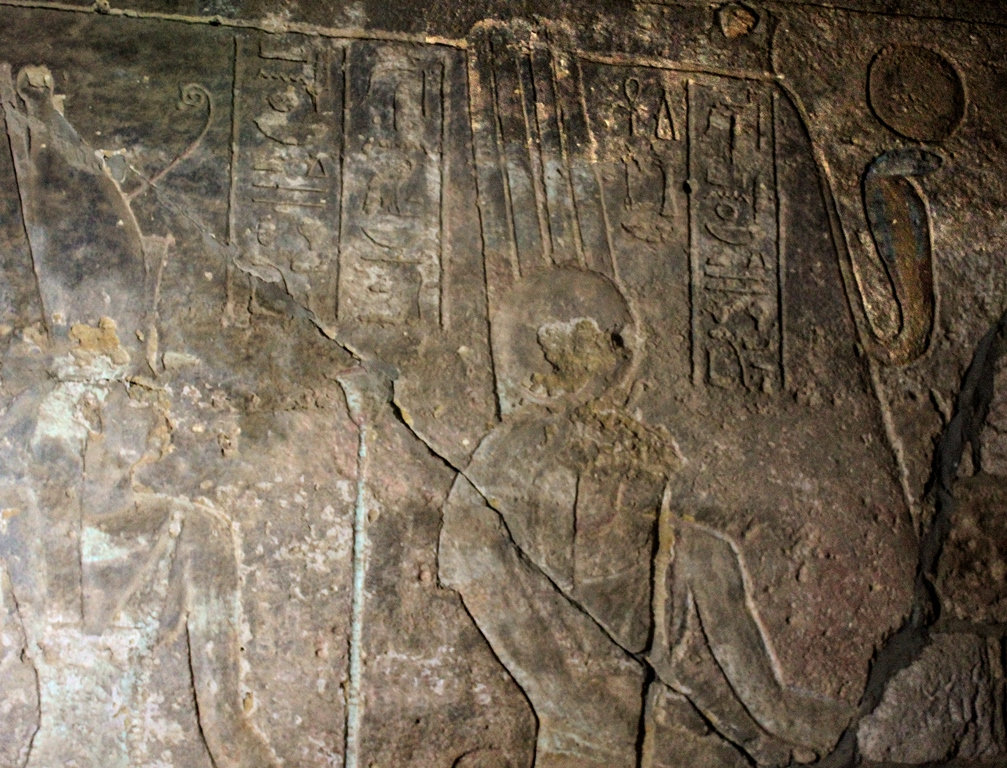
Templo de Mut en Gebel Barkal: Mut acompañando a Amón.

Desde la Dinastía XVIII del Imperio Nuevo adquiere importancia su culto, sustituyendo en Tebas a la diosa Amonet como esposa de Amón, siendo parte de la tríada tebana: Amon, Mut y Jonsu. Al no tener hijos, adoptó a Montu, y después a Jonsu; por eso figuraba entre el Sol (Amón-Ra) y la luna (Jonsu) como tercer ojo mostrando la perfección cósmica y favoreciendo la inundación del Nilo.  
Es invocada en el Libro de los muertos, para evitar que el difunto se descompusiera.

## Sincretismo
Fue identificada con Bastet y Sejmet.

## Culto

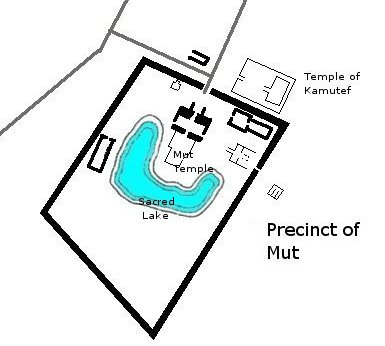
Recinto de Mut en el complejo templario de Karnak.

Era muy venerada en el Imperio Nuevo, con santuarios en Karnak Hut-Mu, en  Tanis, Sais y los oasis de Jarga y de Dajla. En Sudán, su centro de culto se encontraba en el Templo de Mut (Gebel Barkal).

## Piedad personal
A raíz de la revolución de Ajenatón y la posterior restauración de las creencias y prácticas tradicionales, el énfasis en la piedad personal se desplazó hacia una mayor confianza en la protección divina, en lugar de la humana, para los individuos. Durante el reinado de Ramsés II, un seguidor de la diosa Mut donó todas sus propiedades a su templo, registrando en su tumba:
Y él [Kiki] encontró a Mut a la cabeza de los dioses. El destino y la fortuna en su mano, la vida y el aliento de la vida son suyos para disponer... No he elegido un protector entre los hombres. No me he buscado un protector entre los grandes... Mi corazón está lleno con mi señora. No le tengo miedo a nadie. Paso la noche en un sueño tranquilo, porque tengo una protectora.

## Forma de serpiente de Mut
En un taller de momificación excavado en los años 2010 en Saqqara se ha encontrado una máscara funeraria dorada del período saíta-persa, de un sacerdote de la diosa Niut-shaes, una forma de serpiente de la diosa Mut.

## Nombres teóforos
Su nombre aparece en el de Nefertari, esposa de Ramsés II, como Meriten-Mut 'amada de Mut'.
También en el de Senmut (arquitecto de Hatshepsut)
Y en el de Mutnedymet (Gran Esposa Real de Horemheb)
| G14&t | \| \| | G14 | t · H8 | B1 |
|       |       |     |        |    |

|  |

| G14&t | \| \| | G14 | t · H8 | B1 |
|       |       |     |        |    |

|  |